# Nauć
Nauć (biał. Навуць, Nawuć; ros. Науть, Naut) – wieś na Białorusi, w obwodzie homelskim, w rejonie żytkowickim, w sielsowiecie Marocharawa, przy drodze republikańskiej R57.

## Historia
W okresie międzywojennym w okolicy dzisiejszej wsi znajdowały się chutory o różnych nazwach, m.in. chutory Nauć. Po I wojnie światowej pod administracją polską, w Zarządzie Cywilnym Ziem Wschodnich, w okręgu brzeskim, w powiecie mozyrskim. W wyniku postanowień traktatu ryskiego znalazły się w granicach Związku Sowieckiego. Od 1991 w niepodległej Białorusi.